# Rot am See
Rot am See är en kommun och ort i Landkreis Schwäbisch Hall i regionen Heilbronn-Franken i Regierungsbezirk Stuttgart i förbundslandet Baden-Württemberg i Tyskland.  Rot am See, som för första gången nämns i ett dokument från år 1139, har cirka 6 000 invånare.
Kommunen ingår i kommunalförbundet Brettach-Jagstl tillsammans med staden Kirchberg an der Jagst och kommunen Wallhausen.

## Administrativ indelning
Rot am See består av fyra Ortsteile alla tidigare kommuner som uppgick i Rot am See mellan 1971 och 1974..
| Beimbach | Brettheim | Hausen am Bach | Reubach |
| -------- | --------- | -------------- | ------- |